# 鹿児島市立緑丘中学校
鹿児島市立緑丘中学校（かごしましりつみどりがおかちゅうがっこう 英語: Midorigaoka Junior High School）は、鹿児島県鹿児島市緑ケ丘町にある公立中学校。通称『緑中(みどちゅう)』。

## 概要
鹿児島市の北部の緑ケ丘町に位置する中学校であり、現在の生徒数は令和4年5月1日現在359名である。緑色の学校指定ジャージ（愛称「みどジャー」）がある。

## 沿革
- 1974年（昭和49年）4月1日 - 鹿児島市立緑丘中学校として開校。

## 部活動
- バスケット（男・女）
- バドミントン（女）
- 吹奏楽
- 美術
- バレーボール（男・女）
- 野球
- ソフトテニス部（男）
- 剣道
- 弓道

## 卒業後の進路
- 鹿児島市内及びその近郊の公立・私立高等学校などに進学する。

## 通学区域
- 鹿児島市立西伊敷小学校校区の全域
- 鹿児島市立花野小学校校区の一部（岡之原町（花野地区）、花野光ヶ丘1～2丁目）
- 鹿児島市立川上小学校校区の一部

## 関連事項
- 鹿児島県中学校一覧
- 緑丘中学校（曖昧さ回避ページ）